# Otto Ernst (Jurist)
Otto Ernst (* 1909; † 1993) war ein deutscher Jurist.

## Werdegang
Ernst schloss sein Studium der Rechtswissenschaften mit Promotion ab und begann 1936 seine juristische Laufbahn in der Privatwirtschaft. 1937
trat er in die Reichsschuldenverwaltung ein.
Von 1939 bis 1945 kämpfte er als Soldat in Frankreich und an der Ostfront.
Nach anschließender mehrmonatiger Arbeitslosenzeit fand Otto Ernst 1946 eine Anstellung in der Finanzverwaltung Düsseldorf-Süd und war ab 1947 bei der Zentralschuldenverwaltung für die britische Zone, zunächst in Hamburg und ab 1948 beim Oberfinanzpräsidium Düsseldorf tätig. Dort war er zunächst als Ständiger Hilfsarbeiter und ab 1951 als Staatsfinanzrat im Kollegium der Schuldenverwaltung des Vereinigten Wirtschaftsgebietes eingesetzt.
Von 1952 bis 1968 war er Vizepräsident und von 1968 bis 1974 Präsident der Bundesschuldenverwaltung.
1952 war er Mitglied der deutschen Delegation bei der Londoner Schuldenkonferenz.
Er war seit 1929 Mitglied der katholischen Studentenverbindung KDStV Hercynia Freiburg im Breisgau.

## Ehrungen
- 1972: Großes Verdienstkreuz der Bundesrepublik Deutschland